# Jacques Bernier (1775-1868)
Pour les articles homonymes, voir Jacques Bernier et Bernier.
Jacques Bernier, né le 15 novembre 1775 à Château-Gontier et mort le 25 mai 1868 dans la même ville, était un homme politique français, député.

## Biographie
Il est fils de René Bernier, tisserand et de Marie Léon son épouse. Contrôleur des contributions directes à Château-Gontier, il est choisi comme représentant de l'arrondissement de Château-Gontier aux Élections législatives de mai 1815 à la Chambre des Cent-Jours, par 29 voix sur 52 votants et 138 inscrits, contre Laurent Lemotheux-d'Audier (9 voix).

## Sources
- « Jacques Bernier (1775-1868) », dans Adolphe Robert et Gaston Cougny, Dictionnaire des parlementaires français, Edgar Bourloton, 1889-1891 [détail de l’édition]